# Tamazgha

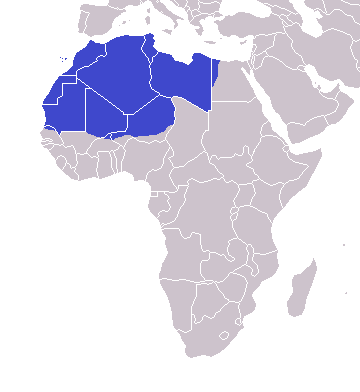
Mapa da Tamazgha

Bandeira oficiosa berbere, adotada pelo Congresso Mundial Amazigue (CMA; Agraw Amadlan Amazigh)

Tamazgha (em tifinague: ⵜⴰⵎⴰⵣⵖⴰ) é um neologismo criado e usado pelos militantes berberes para designar o mundo berbere, ou seja, o espaço geográfico que segundo eles constitui a pátria histórica do povo berbere. Esse espaço vai do Oásis de Siuá a leste até às ilhas Canárias a oeste e é constituído por cinco países do Grande Magrebe (Norte de África) — Marrocos, Argélia, Tunísia, Líbia e Mauritânia, além do território disputado do Saara Ocidental, partes do norte do Mali, norte do Níger, uma parte do oeste do Egito, as Canárias e os enclaves espanhóis de Ceuta e Melilha.
O termo Tamazgha é uma expressão do nacionalismo berbere pois afirma a existência duma nação e dum povo unido, que transcende os subgrupos étnicos berberes e as fronteiras geopolíticas atuais. O espaço geográfico da Tamazgha é aproximadamente equivalente ao que Heródoto chamou de Líbia e o que na Europa medieval e moderna se conhecia como Berbéria.
Tamazgha e o seu equivalente "mundo berbere" são usados sobretudo por intelectuais berberistas de Marrocos e da Argélia, tanto como um conceito associado à identidade berbere como um contexto geográfico moderno bem definido e uma alternativa à designação Magrebe usada pelos árabes.
No passado, os franceses, que foram a potência colonial de grande parte da região, usavam os termos "Barbarie" e "Barbaresque" para distinguir em termos geográficos as regiões dos berberes do resto de África ou de outras áreas de maioria muçulmana.

## Livros e publicações
Os termos mundo berbere e Tamazgha são mencionados em dezenas de publicações francófonas e anglófonas, como por exemplo:
- Revue des deux Mondes (em francês) 1873. p. 140 vol. 107.

- The New Encyclopædia Britannica (em inglês). 1974. vol. 30. p 155.

- Arezki, Dalila (2004). L'identité berbère: de la frustration berbère à la violence : la revendication en Kabylie (em francês). [S.l.]: Éd. Séguier. p. 104

- Camps, Gabriel; Chaker, Salem (1984–2005). Encyclopédie berbère (em inglês). 27. [S.l.]: Edisud

- Chaker, Salem (1995). Linguistique berbère: études de syntaxe et de diachronie (em francês). [S.l.]: Éd. Peeters. p. 7, 30, 135, 269

- Félix, Dubois (1897). Tombouctou la mystérieuse, (em inglês). [S.l.]: Éd. Flammarion. p. 253

- Knapp, Wilfrid (1977). North West Africa: a political and economic survey (em inglês). [S.l.: s.n.] 15 páginas

- Reclus, Élisée (1887). Nouvelle géographie universelle: la terre et les hommes (em francês). 12. [S.l.]: Hachette. p. 4

- Renan, Ernest (1890). Mélanges d'histoire et de voyages (em francês). [S.l.]: Éd. Calmann Lévy. p. 322